# Episodi de La squadra del tempo (seconda stagione)
La seconda stagione della serie animata La squadra del tempo, composta da 13 episodi, è stata trasmessa negli Stati Uniti, da Cartoon Network, dal 22 marzo 2002 al 26 novembre 2003.
In Italia è stata trasmessa su Cartoon Network dal 2002.
| nº  | Titolo originale                   | Titolo italiano                    | Prima TV USA     | Prima TV Italia |
| --- | ---------------------------------- | ---------------------------------- | ---------------- | --------------- |
| 1a  | A Sandwich by Any Other Name       | Il nome non fa il panino           | 22 marzo 2002    |                 |
| 1b  | Shop Like an Egyptian              | Cleopatra spendacciona             | 22 marzo 2002    |                 |
| 2a  | Planet of the Flies                | Il pianeta delle mosche            | 29 marzo 2002    |                 |
| 2b  | Keepin' It Real with Sitting Bull  |                                    | 29 marzo 2002    |                 |
| 3a  | A Thrilla at Attila's              | Il problema di Attila              | 5 aprile 2002    |                 |
| 3b  | Cabin Fever!                       |                                    | 5 aprile 2002    |                 |
| 4a  | Pasteur's Packs O' Punch           | Pilastro della scienza             | 26 aprile 2002   |                 |
| 4b  | Floundering Fathers                |                                    | 26 aprile 2002   |                 |
| 5a  | The Clownfather                    | Al Capone, padrino tutto da ridere | 10 maggio 2002   |                 |
| 5b  | Hate and Let Hate                  |                                    | 10 maggio 2002   |                 |
| 6a  | Love at First Flight               | Amore al primo volo                | 17 maggio 2002   |                 |
| 6b  | Forget the Alamo                   |                                    | 17 maggio 2002   |                 |
| 7a  | Repeat Offender                    | Buon pirata                        | 7 giugno 2002    |                 |
| 7b  | Ladies and Gentlemen... Monty Zuma |                                    | 7 giugno 2002    |                 |
| 8a  | White House Weirdness              | La casa bianca è stregata!         | 14 giugno 2002   |                 |
| 8b  | Nobel Peace Surprise               | La sorpresa                        | 14 giugno 2002   |                 |
| 9a  | Out with the In Crowd              | Viaggio in Africa                  | 8 novembre 2002  |                 |
| 9b  | Child's Play                       |                                    | 8 novembre 2002  |                 |
| 10a | Day of the Larrys                  |                                    | 21 marzo 2003    |                 |
| 10b | Old Timers Squad                   |                                    | 21 marzo 2003    |                 |
| 11a | Billy the Baby                     | Billy the Kid                      | 28 marzo 2003    |                 |
| 11b | Father Figure of Our Country       |                                    | 28 marzo 2003    |                 |
| 12a | Ex Marks the Spot                  |                                    | 4 aprile 2003    |                 |
| 12b | Horse of Horrors                   | Il cavallo degli orrori            | 4 aprile 2003    |                 |
| 13a | Floral Patton                      | Un motivo floreale                 | 26 novembre 2003 |                 |
| 13b | Orphan Substitute                  | Sostituzione                       | 26 novembre 2003 |                 |